# Ministro generale dell'Ordine francescano
Ministro generale è il titolo che viene concesso al moderatore supremo dell'Ordine dei frati minori.

## Ministri dell'ordine indiviso

### Prima dello scisma d'occidente
- 1 Giovanni Parenti (1227-1232)
- 2 Elia da Cortona (1232-1239)
- 3 Alberto da Pisa (1239-1240)
- 4 Aimone da Faversham (1240-1243)
- 5 Crescenzio da Jesi (1244-1247)
- 6 Giovanni da Parma (1247-1257)
- 7 Bonaventura da Bagnoregio (1257-1274)
- 8 Girolamo Masci da Ascoli (1274-1279), poi papa Niccolò IV
- 9 Bonagrazia da San Giovanni in Persiceto (1279-1285)
- 10 Arlotto da Prato (1285-1287)
- 11 Matteo d'Acquasparta (1287-1289)
- 12 Raimondo Gaufridi (1289-1295)
- 13 Giovanni da Morrovalle (1296-1304)
- 14 Consalvo Ispano (1304-1313)
- 15 Alessandro Bonini da Alessandria (1313-1314)
- 16 Michele da Cesena (1316-1328)
- cardinale Bertrand de La Tour (1328-1329), vicario generale
- 17 Geraldo Ot (1329-1342)
- 18 Fortanier de Vassal (1343-1348)
- 19 Guillaume Farinier (1348-1357)
- 20 Juan Bouchier (1357-1358)
- 21 Marco da Viterbo (1359-1366)
- 22 Tommaso da Frignano (1367-1372)
- 23 Leonardo Rossi (1373-1378)

### Durante lo scisma d'occidente
Ministri d'obbedienza romana:
- 24 Ludovico da Venezia (1379-1383)
- 25 Pietro da Conzano (1383-1384)
- 26 Martino Sangiorgio da Rivarolo (1384-1387)
- 27 Enrico Alfieri (1387-1405)
- 28 Antonio Vinitti da Pereto (1405-1408)
- Angelo Salvetti (1408-1409), vicario generale
- 29 Antonio da Cascia (1410-1415)

Ministri d'obbedienza avignonese:
- Leonardo Rossi (1378)
- Angelo da Spoleto (1379-1391)
- John Chevegneyo (1391-1402)
- Giovanni Bardolini (1403-1417)

### Dopo lo scisma d'occidente
Alla conclusione dello scisma, l'Ordine si riunì sotto Antonio Vinitti.
- Antonio Vinitti da Pereto (1415-1420), secondo incarico
- 30 Angelo Salvetti (1421-1424)
- 31 Antonio da Massa Marittima (1424-1430)
- 32 Guglielmo da Casale (1430-1442)
  - Alberto Berdini da Sarteano (1442-1443), vicario generale
- 33 Antonio Rusconi (1443-1449)
- 34 Angelo Cristofori del Toscano (1450-1453)
- 35 Jacobo Bassolini da Mozzanica (1454-1457)
- 36 Jaime Zarzuela (1458-1464)
- 37 Francesco della Rovere (1464-1469), poi papa Sisto IV
- 38 Zanetto de Udine (Giovanni Dacre) (1469-1475)
- 39 Francesco Nanni detto Samson (1475-1499)
- 40 Egidio Delfini da Amelia (1500-1506)
- 41 Rainaldo Graziani da Cotignola (1506-1510)
- 42 Filippo Porcacci da Bagnacavallo (1510-1511)
  - Gomez de Lisboa (1511-1512), vicario generale
- 43 Bernardino Prati (1511-1517)

## Ministri dopo la divisione
Divisione dell'Ordine tra osservanza e  conventuali. 
La Chiesa diede il sigillo dell'Ordine al ministro generale dell'Osservanza, chiamato sino ad allora: "ministro generale di tutto l'Ordine dei frati minori".

### Ministri generali dei minori osservanti
- 44 Cristoforo Numai da Forlì (1517-1518)
- 45 Francesco Lichetto (1518-1520)
- 46 Paolo da Soncino (1520-1523)
- 47 Francisco de los Ángeles Quiñones (1523-1527)
- Antonio da Calcena (1527-1529), vicario generale
- 48 Paolo Pisotti (1529-1533)
- 49 Vincenzo Lunello (1535-1541)
- 50 Giovanni Matteo da Calvi (1541-1547)
- 51 Andrés Álvarez (1547-1553)
- 52 Clemente d'Olera (1553-1557)
- (un vicario generale sconosciuto) (1557-1559)
- 53 Francisco Zamora da Cuenca (1559-1565)
- 54 Aloisio Pozzi da Borgonuovo (1565-1571)
- 55 Christopher de Chaffontaines (1571-1579)
- 56 Francesco Gonzaga da Mantova (1579-1587)
- 57 Francesco da Tolosa (1587-1593)
- 58 Bonaventura Secusio da Caltagirone (1593-1600)
- 59 Francisco Susa da Toledo (1600-1606)
- 60 Arcangelo Gualterio da Messina (1606-1612)
- 61 Juan Hierro (1612-1613)
- Antonio de Trejo (1613-1618), vicario generale
- 62 Benigno da Genova (1618-1625)
- 63 Bernardino da Senna (1625-1631)
- 64 Giovanni Battista Visco (1633-1639)
- 65 Juan Marinero da Madrid (1639-1645)
- 66 Giovanni Mazzara, 1645-1648
- 67 Pedro Manero (1651-1655)
- 68 Michelangelo Bonadies da Sambuca di Sicilia (1658-1664)
- 69 Ildefonso Salizanes (1664-1670)
- 70 Francesco Maria Rini (1670-1674)
- 71 Francesco Maria Nicolis (1674-1676)
- 72 José Jiménez Samaniego (1676-1682)
- 73 Pier Marino Sormani (1682-1688)
- 74 Marcos de Zarzosa (1688-1690)
- 75 Juan Alvin (1690-1694)
- 76 Bonaventura Pomerio da Taverna (1694-1697)
- 77 Matteo da Santo Stefano (1697-1700)
- 78 Luis Torres (1700-1701)
- 79 Ildefonso Biesma (1702-1716)
- 80 José García (1717-1723)
- 81 Lorenzo Cozza di S. Lorenzo (1723-1726)
- 82 Matteo Basile da Parete (1727-1729)
- 83 Juan Ernesto Soto da Valladolid (1729-1736)
- 84 Juan Bermejo (1736-1740)
- 85 Gaetano Politi da Laurino (1740-1744)
- 86 Rafaello Rossi da Lugagnano (1744-1750)
- 87 Pedro Juanete da Molina (1750-1756)
- 88 Clemente Guignoni da Palermo (1756-1762)
- 89 Pedro Juanete da Molina (1762-1768)
- 90 Pasquale Frasconi da Varese (1768-1791)
- 91 Joaquín Company Soler (1792-1806)
- 92 Ilario Cervelli da Montemagno (1806-1814)
- 93 Gaudenzio Patrignani da Coriano (1814-1817)
- 94 Cirilo Alameda y Brea (1817-1824)
- 95 Giovanni Tecca da Capestrano (1824-1830)
- 96 Luis Iglesias (1830-1834)
- 97 Bartolome Altemir (1835-1838)
- 98 Giuseppe Maria Maniscalco (1838-1844)
- 99 Luigi Flamini da Loreto (1844-1850)
- 100 Venanzio Metildi da Celano (1850-1856)
- 101 Bernardino Trionfetti da Montefranco (1856-1862)
- 102 Raffaele Lippi da Pontecchio Marconi (1862-1869)

L'Ordine formalmente unificato nel 1897 (bolla Felicitate quadam), a opera di papa Leone XIII, dall'unione delle quattro famiglie in cui erano divisi i frati della regolare osservanza (osservanti, riformati, Recolletti, Scalzi) con la semplice dicitura: Ordine Frati Minori.

### Ordine dei frati minori
- 103 Bernardino dal Vago da Portogruaro (1869-1889)
- 104 Luigi da Parma (1889-1897)
- 105 Aloysius Lauer (1897-1901)
- David Fleming (1901-1915), vicario generale
- 106 Dionysius Schüler (1903-1911)
- 107 Pacifico Monza (1911-1915)
- 108 Serafino Cimino da Capri (1915-1921)
- 109 Bernardino Klumper (1921-1927)
- 110 Bonaventura Marrani (1927-1933)
- 111 Leonardo Bello (1933-1944)
- Policarp Schmoll (1944-1945), vicario generale
- 112 Valentin Schaaf (1945-1946)
- 113 Pacifico Perantoni (1947-1952)
- 114 Augustin-Joseph Sépinski (1952-1965)
- 115 Constantin Koser (1965-1979)
- 116 John Vaughn (1979-1991)
- 117 Hermann Schalück (1991-1997)
- 118 Giacomo Bini (1997-2003)
- 119 José Rodríguez Carballo (2003-2013)
- 120 Michael Anthony Perry (2013-2021)
- 121 Massimo Fusarelli (dal 13 luglio 2021)

### Ministri generali dei minori conventuali
- 44 Antonio Macelo de Petris da Cherso (1517-1520)
- 45 Antonio Sassolini (1520-1525)
- 46 Giovanni Vigerio (1525-1530)
- 47 Giacomo Antonio Ferduzzi (1530-1537)
- 48 Lorenzo Spada (1537-1543)
- 49 Bonaventura Fauni-Pio (1543-1549)
- 50 Giovan Giacomo Passeri (1549-1551)
- 51 Giulio Magnani (1551-1559)
- 52 Giovanni Antonio Muratori da Cervia (1559-1559)
- Giovanni Antonio Delfini (1559-1561), vicario generale
- 53 Antonio de' Sapienti (1561-1566)
- Felice Peretti de Montalto (1566-1568), vicario generale, poi papa Sisto V
- 54 Giovanni Tancredi (1568-1568)
- 55 Giovanni Pico (1568-1574)
- 56 Pietro Antonio Camilli (1575-1580)
- 57 Antonio Fera (1581-1584)
- 58 Clemente Bontadosi (1584-1586)
- 59 Evangelista Pellei (1586-1590)
- 60 Giuliano Causi (1590-1590)
- 61 Francesco Bonfigli (1590-1591)
- Ludovico Albuzzi (1592-1593), vicario generale
- 62 Filippo Gesualdi da Castrovillari (1593-1602)
- 63 Giuseppe Pisculli (1602-1607)
- 64 Guillaume d'Hugues (Guglielmo Ugoni d'Avignone) (1608-1612)
- 65 Giacomo Montanari da Bagnacavallo (1612-1622)
- 66 Michele Misserotti (1622-1623)
- 67 Felice Franceschini (1625-1632)
- 68 Giovan Battista Berardicelli (1632-1647)
- 69 Michelangelo Catalani (1647-1653)
- 70 Felice Gabrielli (1653-1659)
- 71 Giacomo Fabretti (1659-1665)
- 72 Andrea Bini (1665-1670)
- 73 Marziale Pellegrini da Castrovillari (1670-1677)
- 74 Giuseppe Amati (1677-1683)
- 75 Antonio Aversani (1683-1689)
- 76 Giuseppe Maria Bottari (1689-1695)
- 77 Felice Rotondi (1695-1701)
- 78 Vincenzo Maria Coronelli (1701-1707)
- Carlo Baciocchi (1701-1704), vicario generale
- 79 Bernardino Angelo Carucci (1707-1713),
- 80 Domenico Andrea Borghesi (1713-1718)
- Giuseppe Maria Baldrati (1718-1719), vicario generale
- 81 Carlo Giacomo Romilli (1719-1725)
- 82 Giuseppe Maria Baldrati (1725-1731)
- 83 Vincenzo Conti (1731-1738)
- Felice Angelo Sidori (1738-1741), vicario generale
- 84 Giovan Battista Minucci (1741-1747)
- 85 Carlo Antonio Calvi (1747-1753)
- 86 Giovan Battista Costanzo (1753-1759)
- 87 Giovan Battista Columbini (1759-1764)
- 88 Domenico Andrea Rossi (1764-1771)
- 89 Luigi Maria Marzoni (1771-1777)
- 90 Gian Carlo Vipera (1777-1783)
- 91 Federico Lauro Barbarigo (1783-1789)
- 92 Giuseppe Maria Medici (1789-1795)
- 93 Bonaventura Bartoli (1795-1803)
- 94 Nicola Papini (1803-1809)
- 95 Giuseppe Maria de Bonis (1809-1824)
- 96 Luigi Battistini (1824-1830)
- 97 Domenico Secondi (1830-1832)
- Antonio Francesco Orioli (1832-1833), vicario generale
- 98 Antonio Paolo Barbetti (1833-1839)
- 99 Angelo Bigoni (1839-1845)
- 100 Giuseppe Carlo Magni (1845-1851)
- 101 Giacinto Gualerni (1851-1857)
- 102 Salvatore Calì (1857-1864)
- 103 Ludovico Marangoni (1864-1872)
- 104 Antonio Maria Adragna (1872-1879)
- 105 Bonaventura Maria Soldatic da Cherso (1879-1891)
- 106 Lorenzo Caratelli (1891-1904)
- 107 Domenico Reuter (1904-1910)
- 108 Vittorio Maria Sottaz (1910-1919)
- Francesco Dall'Olio (1913-1919), vicario generale
- 109 Domenico Maria Tavani (1919-1924)
- 110 Alfonso Orlich (Orlini) (1924-1930)
- 111 Domenico Maria Tavani (1930-1936)
- 112 Beda Maria Hess (1936-1953)
- Bonaventura Mansi (1953-1954), vicario generale
- 113 Vittorio Maria Costantini (1954-1960)
- 114 Basilio Maria Heiser (1960-1972)
- 115 Antonio Vitale Bommarco (1972-1982)
- 116 Lanfranco Serrini (1983-1996)
- 117 Gianfranco Agostino Gardin (1996-2002)
- 118 Joachim Giermek (2002-2007)
- 119 Marco Tasca (2007-2019)
- 120 Carlos Alberto Trovarelli (dal 2019)

### Vicari e ministri generali dei minori cappuccini
I cappuccini erano posti inizialmente sotto la direzione nominale degli osservanti ed erano rappresentati da un vicario generale. Dal momento del loro riconoscimento come ordine indipendente (1619) hanno avuto un ministro generale.
- Matteo da Bascio (1529), 1º vicario generale
- Ludovico da Fossombrone (1529-1535), 2º vicario generale
- Bernardino d'Asti (1535-1538), 3º vicario generale
- Bernardino Ochino (1538-1542), 4º vicario generale
- Francesco di Iesi (1542-1546), 5º vicario generale
  - Bernardino d'Asti (1546-1552), secondo incarico
- Eusebio d'Ancona (1552-1558), 6º vicario generale
- Tommaso da Città di Castello (1558-1564), 7º vicario generale
- Evangelista da Cannobio (1564-1567), 8º vicario generale
- Mario da Mercato Saraceno (1567-1573), 9º vicario generale
- Vincenzo da Monte d'Olmo (1573-1574), 10º vicario generale
- Gerolamo da Montefiore (1574-1581), 11º vicario generale
- Giovanni Maria da Tusa (1581-1584), 12º vicario generale
- Giacomo da Mercato Saraceno (1584-1587), 13º vicario generale
- Girolamo da Polizzi (1587-1593), 14º vicario generale
- Silvestro da Monteleone (1593-1596), 15º vicario generale
- Gerolamo da Sorbo (1596-1599), 16º vicario generale
- Gerolamo da Castelferretti (1599-1602), 17º vicario generale
- Lorenzo da Brindisi (1602-1605), 18º vicario generale
- Silvestro d'Assisi (1605-1608), 19º vicario generale
  - Gerolamo da Castelferetti (1608-1613), secondo incarico
- Paolo da Cesena (1613-1618), 20º vicario generale
- Clemente da Noto (1618-1619), 21º vicario generale
- Clemente da Noto (1619-1625), 21º ministro generale
- Giovanni Maria da Noto (1625-1631), 22º ministro generale
  - Gerolamo da Narni (1631-1632), vicario generale
  - Francesco da Genova (1632-1634), vicario generale
- Antonio da Modena (1634-1637), 23º ministro generale
- Giovanni da Moncalieri (1637-1643), 24º ministro generale
- Innocenzo da Caltagirone (1643-1650), 25º ministro generale
- Fortunato da Cadore (1650-1656), 26º ministro generale
- Simpliciano da Milano (1656-1662), 27º ministro generale
- Marco Antonio da Carpenedolo (1662-1665), 28º ministro generale
  - Fortunato da Cadore (1665-1667), vicario generale
- Fortunato da Cadore (1667-1669), secondo incarico
  - Buenaventura da Recanati (1669-1671), vicario generale
- Stefano da Cesena (1671-1678), 29º ministro generale
- Bernardo da Porto Maurizio (1678-1684), 30º ministro generale
  - Bonaventura da Recanati (1684-1685), vicario generale
- Carlo Maria da Macerata (1685-1691), 31º ministro generale
- Bernardino d'Arezzo (1691-1698), 32º ministro generale
- Giovanni Pietro da Busto Arsizio (1698-1700), 33º ministro generale
  - Angelicus von Wolfach (1700-1702), vicario generale
- Agostino da Latisana (1702-1709), 34º ministro generale
- Bernardino da Saluzzo (1709-1710), 35º ministro generale
  - Giovanni Antonio da Florencia (1710-1712), vicario generale
- Michelangelo da Ragusa (1712-1719), 36º ministro generale
- Giovanni Antonio da Firenze (1719-1721), 37º ministro generale
  - Bernardino da Sant'Angelo in Vado (1721-1726), vicario generale
- Hartman da Bressanone (1726-1731), 38º ministro generale
- Bonaventura da Ferrara (1731-1740), 39º ministro generale
- Jose Maria da Terni (1740-1747), 40º ministro generale
- Sigismundo da Ferrara (1747-1753), 41º ministro generale
  - Gelasio da Gorizia (1753-1754), vicario generale
- Serafin von Ziegenhals (1754-1761), 42º ministro generale
- Pablo da Colindres (1761-1766), 43º ministro generale
  - Giuseppe Maria da Savorgnano (1766-1768), vicario generale
- Amato da Lamballe (1768-1773), 44º ministro generale
- Erhard da Radkesburg (1773-1789), 45º ministro generale (vicario generale per i primi due anni)
- Angelico da Sassuolo (1789-1796), 46º ministro generale
- Nicola da Bustillo (1796-1806), 47º ministro generale
- Michelangelo da Sansepolcro (1806-1814), 48º ministro generale
  - Mariano d'Alatri (1814-1818), vicario generale
- Francisco de Solchaga (1818-1824), 49º ministro generale
- Ludovico Micara (1824-1830), 50º ministro generale
- Juan de Valencia (1830-1838), 51º ministro generale
- Eugenio da Rumilly (1838-1844), 52º ministro generale
- Luigi da Bagnaia (1844-1845), 53º ministro generale
  - Andrea d'Arezzo (1845-1847), vicario generale
- Venanzio da Torino (1847-1853), 54º ministro generale
- Salvatore da Ozieri (1853-1859), 55º ministro generale
- Nicola da San Giovanni in Marignano (1859-1872), 56º ministro generale
- Egidio da Cortona (1872-1884), 57º ministro generale
- Bernardo da Andermatt (1884-1908), 58º ministro generale
- Pacifico da Seggiano (1908-1914), 59º ministro generale
- Venanzio de Lisle-Rigault (1914-1920), 60º ministro generale
- Giovanni Antonio Bussolari (1920-1926), 61º ministro generale
- Melchiorre da Benisa (1926-1932), 62º ministro generale
- Vigilio Federico Dalla Zuanna (1932-1938), 63º ministro generale
- Donatus von Welle (1938-1946), 64º ministro generale
- Clemente di Milwaukee (1946-1952), 65º ministro generale
- Benigno da Sant'Ilario Milanese (1952-1958), 66º ministro generale
- Clemente di Milwaukee (1958-1964), 67º ministro generale
- Clementino da Vlissingen (1964-1970), 68º ministro generale
- Pasquale Rywalski (1970-1982), 69º ministro generale
- Flavio Roberto Carraro (1982-1994), 70º ministro generale
- John Dennis Corriveau (1994-2006), 71º ministro generale
- Mauro Jöhri (2006-2018), 72º ministro generale
- Roberto Genuin (dal 2018 riconfermato nel 2024[1]), 73º ministro generale